# 观堂乡 (固始县)
观堂乡，是中华人民共和国河南省信阳市固始县下辖的一个乡镇级行政单位。

## 行政区划
观堂乡下辖以下地区：
街道社区、观堂村、陈棚村、杨庙村、王庄村、唐集村、河湾村、陈集村、巴族村、杨圩村、祁楼村、王楼村和王堂村。